# 托马斯·林纳克
托马斯·林纳克（英語： 或 Lynaker，/ˈlɪnəkər/，LIN-ə-kər，1460年—1524年10月24日）是一位英格兰人文主義者和医生，牛津大學李納克爾學院和林纳克动物学教授以其名字命名。